# 亞扎夫尼
51°49′33″N 24°36′35″E / 51.82583°N 24.60972°E
亞扎夫尼（烏克蘭語：Язавні），是烏克蘭的村落，位於該國西部沃倫州，由科韋利區負責管轄，面積1.59平方公里，海拔高度151米，2001年人口554，人口密度每平方公里349.09人。